# Вильом, Максим
Максим Вильом (фр. Maxime Vuillaume; 20 ноября 1844, Саклас, Иль-де-Франс — 26 ноября 1925, Нёйи-сюр-Сен, О-де-Сен) — французский прозаик, публицист, журналист, коммунар.

## Биография
Получил образование в парижском коллеже Сент-Барб (фр. Collège Sainte-Barbe). Позже окончил Горную школу Парижа (École nationale supérieure des mines de Paris), получил специальность горного инженера. В юности часто посещал революционные кружки. Начал писать в студенческих листках конца 1860-х годов. Представитель деклассированной революционной интеллигенции, юной когорты студентов и журналистов, объявившей беспощадную войну диктатуре бонапартизма.
Участник франко-прусской войны. Во время осады Парижа 1870 года служил в Национальной гвардии
Участник Парижской коммуны. В Коммуну бросился, по его собственному выражению, «со всем пылом и энтузиазмом молодости», хотя и с очень скудным идейным багажом, воспитан в благоговейном преклонении перед суровыми фигурами Конвента и первой Коммуны, а также перед «воплощением социальной революции». Один из издателей и редактор социалистической газеты «Папаша Дюшен».
После разгрома революции и «Кровавой недели» 21—28 мая 1871 года, был арестован 25 мая и после судебного разбирательства приговорён к смертной казни, но сумел сбежать из тюрьмы.
Скрывался от властей в Швейцарии. В 1872 году был нанят на строительство железных дорог. Работал генеральным секретарём туннельной компании, занимавшейся сооружением Сен-Готардской железной дороги. С 1878 года — управляющий заводом по производству динамита в Варалло-Помбия в Пьемонте для нужд проходки железнодорожных туннелей. В 1882 году — директор новой фабрики взрывчатых веществ в Лигурии. Затем стал директором Континентального общества глицеринов и динамитов, основанного в Лионе в 1882 году.
Амнистированный в 1879 году, вернулся во Францию, работал в Нобелевском обществе — в 1882 году побывал в России, где занимался работами в Донецком угольном бассейне. Продолжал интересоваться политикой, сотрудничая с республиканскими газетами и журналами, в частности, L’Aurore , La Justice , Le Radical . Автор многих научно-популярных книг. Использовал псевдоним Максим Элен.
Один из выживших коммунаров, кто свидетельствовал о Парижской коммуне. Издал воспоминания о ней — «В дни Коммуны: Записки» (1910, перевод с франц. А. Манизер, под ред. А. Молока. Л., 1925) и «В Люксембургском военном суде» и др.
Умер в бедности, скончавшись в хосписе Нёйи-сюр-Сен.

## Избранные публикации
- Les galeries souterraines, 1876
- La poudre à canon et nouveaux corps explosifs, 1878
- Les nouvelles routes du Globe, 1882
- Le bronze, 1890
- Mes cahiers rouges, 1908—1914
- Mes Cahiers Rouges au temps de la Commune, 1910